# Лондонски споразум (1946)
Лондонски споразум потписан је између Уједињеног Краљевства и Емирата Трансјордан 22. марта 1946. године и ступио је на снагу 17. јуна 1946.
Уговор се тицао суверенитета и независности арапске државе Трансјордан (званично написана као Транс-Јордан), која би сада била позната као Хашемитско краљевство Трансјордан, са Емиром Абдулахом I као њеним краљем. Међутим, Уједињено Краљевство би и даље одржавала војне базе унутар земље и наставила да субвенционише и подржава Арапску легију, пошто је споразум осмишљен да пружи Британији што је више могуће слободе деловања.
Лондонски уговор је заменио бивши англо-трансјордански мандат, Органски закон из 1928. године. Овај претходни мандат је либерализовао неколико ограничења за Трансјорданији. Међутим, Уједињено Краљевство је контролисало финансијска питања и већину спољнополитичких питања. Тада се сматрало кораком ка будућој независности.
Предстојећу независност Трансјордана признало је 18. априла 1946. Друштво народа током последњег састанка те организације.
25. маја 1946. Трансјордан је постао „Хашемитско краљевство Трансјордана“ када је владајући „Амир“ преименован у „краља“ од стране трансјорданског парламента на дан када је ратификовао Лондонски споразум. У Јордану се 25. мај и даље слави као Дан независности. Међутим, званично је мандат Трансјордана престао 17. јуна 1946. године када су, у складу са Лондонским споразумом, у Аману размењене ратификације и Трансјордан је стекао пуну независност.
Када је краљ Абдулах поднео захтев за чланство у новоформираним Уједињеним нацијама, Совјетски Савез је ставио вето на његов захтев, наводећи да та нација није „потпуно независна“ од британске контроле. Ово је резултирало још једним споразумом у марту 1948. са Британијом у којем су уклоњена сва ограничења суверенитета. Упркос томе, Јордан је тек 14. децембра 1955. постао пуноправни члан Уједињених нација, као део ширег компромиса коме се истог дана придружило 16 земаља.